# 詩篇 (三善晃)
詩篇（しへん、混声合唱と管弦楽のための「詩篇」）は、三善晃が1978年から1979年に作曲した混声四部合唱と管弦楽のための作品である。
三善の反戦三部作の一つであり、「レクイエム」に続く2作目である。

## 概要
文化庁の委嘱により作曲された。
合唱のテキストには宗左近の詩集『縄文』を作曲者が構成し直したものが採用されている。
「レクイエム」では死者の理不尽な死への自問の発声をコンセプトとした。続く本作では生き残った生者が死者に呼び掛けることがコンセプトのカンタータとなっている。しかしこのコンセプトは時折「生かされた」という自責の念と痛苦として現れる。

## 初演
1979年10月16日に行われた「昭和54年度文化庁芸術祭コンサート」で、東京文化会館大ホールにて小林研一郎指揮、田中信昭合唱指揮、東京都交響楽団、日本プロ合唱団連合によって初演された。

## 楽器編成
- フルート3（1～3はピッコロ持ち替え）
- オーボエ3
- クラリネット3
- ファゴット3（3はコントラファゴット持ち替え）
- ホルン4
- トランペット4
- トロンボーン4
- 打楽器8人（1:ティンパニ、スレイベル、シストレ 2：サスペンデッドシンバル、マラカス 3:タムタム、大太鼓、魚板、マラカス、アンティークシンバル　4:木鐘、ウッドブロック、カウベル、大太鼓、小太鼓、木魚、ロールトム、マラカス　5:トムトム、ボンゴ、小太鼓、コンガ、木魚、ウッドブロック、マラカス　6:マリンバ、ヴィブラフォン、カウベル、スチールドラム、マラカス　7:グロッケンシュピール、シロフォン、ゴング、ボンゴ、木魚、フレクサトーン、マラカス　8:チューブラーベル、竹鳴子、貝鳴子、スレイベル、トライアングル、シズルシンバル、カスタネット、ムチ、マラカス）
- ハープ、ピアノ、チェレスタ、弦五部、混声合唱

## 楽曲構成
全8章からなる（最後に第Ⅶ章がルフランとして変容しながら繰り返される）。演奏時間は約28分。

## 楽譜
フルスコアは全音楽譜出版社より出版されている。
また、『レクイエム』、『響紋』のようにピアノリダクションは出版されてはないが、木村真人によるピアノリダクションがされている。